# VISTA (telescopio)
El VISTA (siglas en inglés de Visible and Infrared Survey Telescope for Astronomy, telescopio astronómico de rastreo de espectro visible e infrarrojo)) es un telescopio reflector de amplio campo con un espejo de 4,1 m de diámetro, ubicado en el Observatorio Paranal en Chile. El telescopio está operado por el Observatorio Europeo del Sur y fue inaugurado en diciembre de 2009. VISTA es un telescopio de rastreo que trabaja en longitudes de onda infrarroja y es el más grande del mundo dedicado a rastrear el cielo en longitudes de onda del infrarrojo cercano. Este telescopio tiene un solo instrumento, el llamado VIRCAM, una cámara infrarroja. Se trata de una cámara que contiene 16 detectores especiales sensibles a la luz infrarroja, con una capacidad total combinada de 67 millones de píxeles, con un peso de 3 Tn.
Se encuentra en desarrolló un instrumento de segunda generación (4MOST, un espectrógrafo multiobjeto alimentado por 2000 fibras). Los planes para su instalación son para alrededor del 2020.
La observación de la luz en longitudes de onda más largas de las visibles al ojo humano permiten a VISTA estudiar objetos que son casi imposibles de ver con luz visible, por sus bajas temperaturas, porque se encuentran oscurecidos por nubes de polvo o porque su luz se ha desplazado hacia longitudes de ondas más rojas a causa de la expansión del espacio durante el largo trayecto que ha recorrido la luz desde el comienzo del Universo.

## Planificación
VISTA lleva a cabo rastreos del cielo austral en las longitudes de onda infrarroja. Estos rastreos ayudan a seleccionar objetos para futuros estudios con telescopios más grandes. Hay dos proyectos relacionados con este tipo de rastreos: la cámara de campo ancho (WFCAM) en el United Kingdom Infrared Telescope en Hawái que lleva a cabo estudios infrarrojos del cielo del norte, y el VLT Survey Telescope en Chile que realiza estudios de los cielos del sur en luz visible.

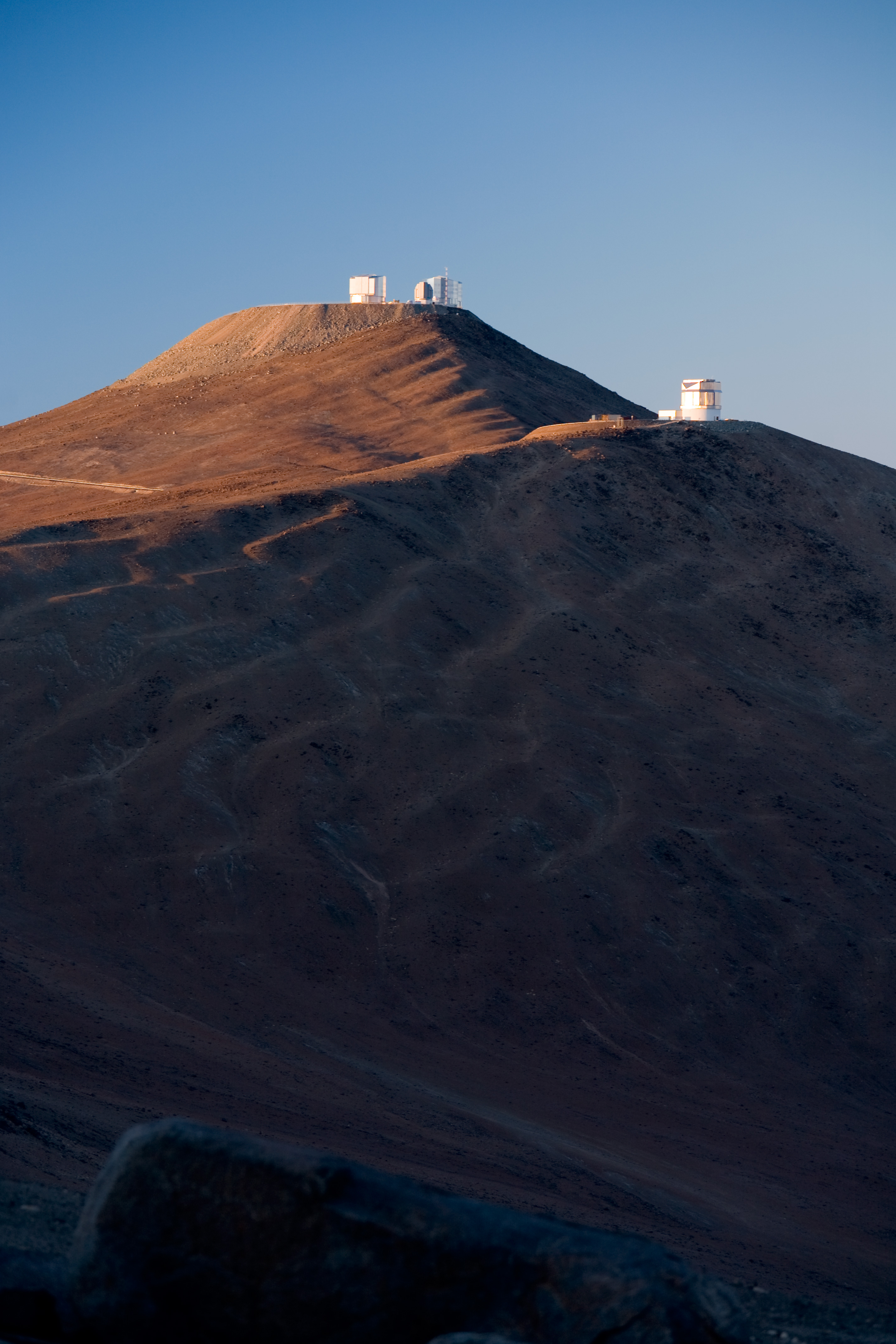
Amanecer, en primer plano se observa a VISTA delante de la cumbre Paranal.

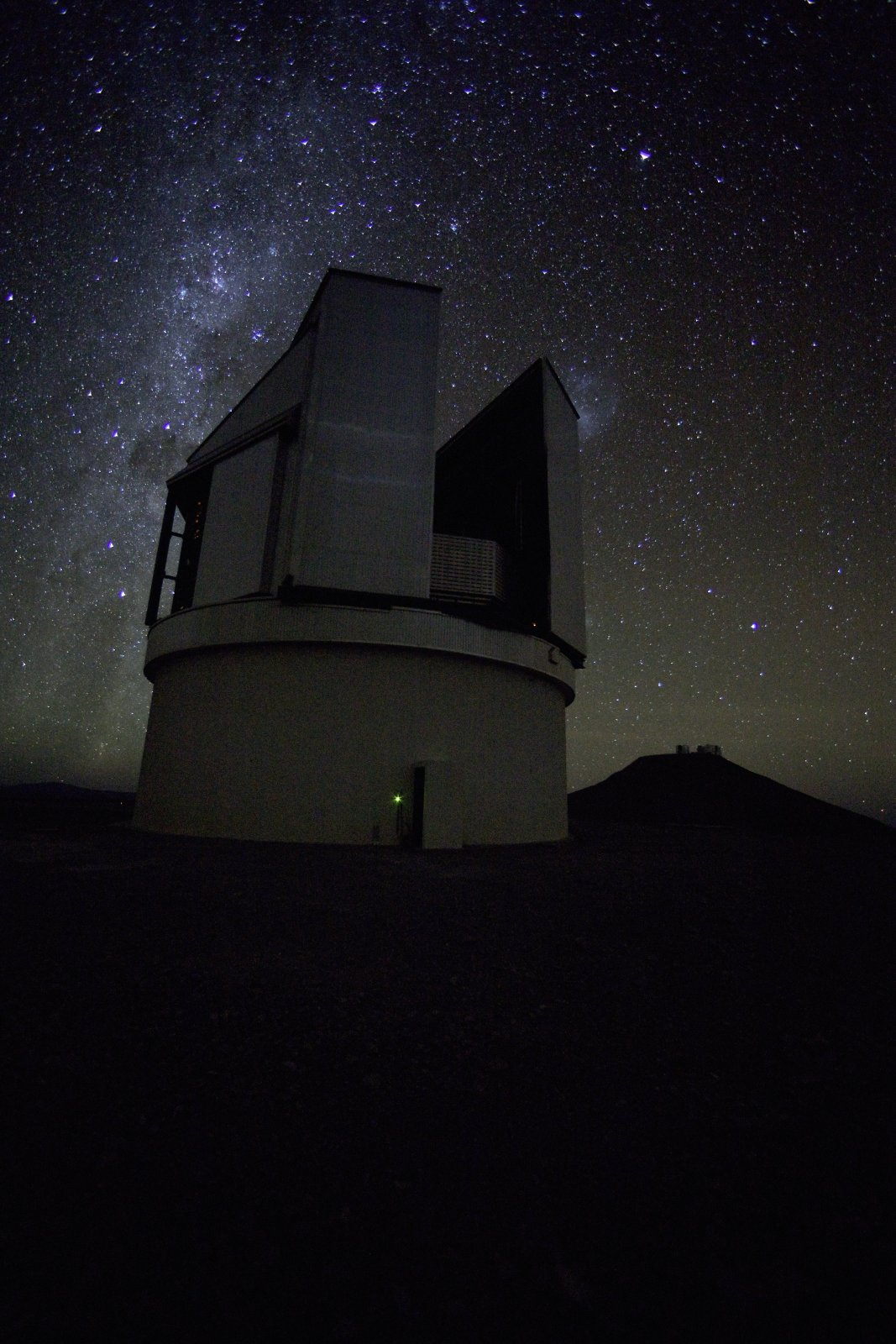
VISTA de noche.

VISTA ha sido capaz de mostrar estrellas jóvenes en la nebulosa de Orión.

El Cúmulo de Galaxias Fornax visto por VISTA.

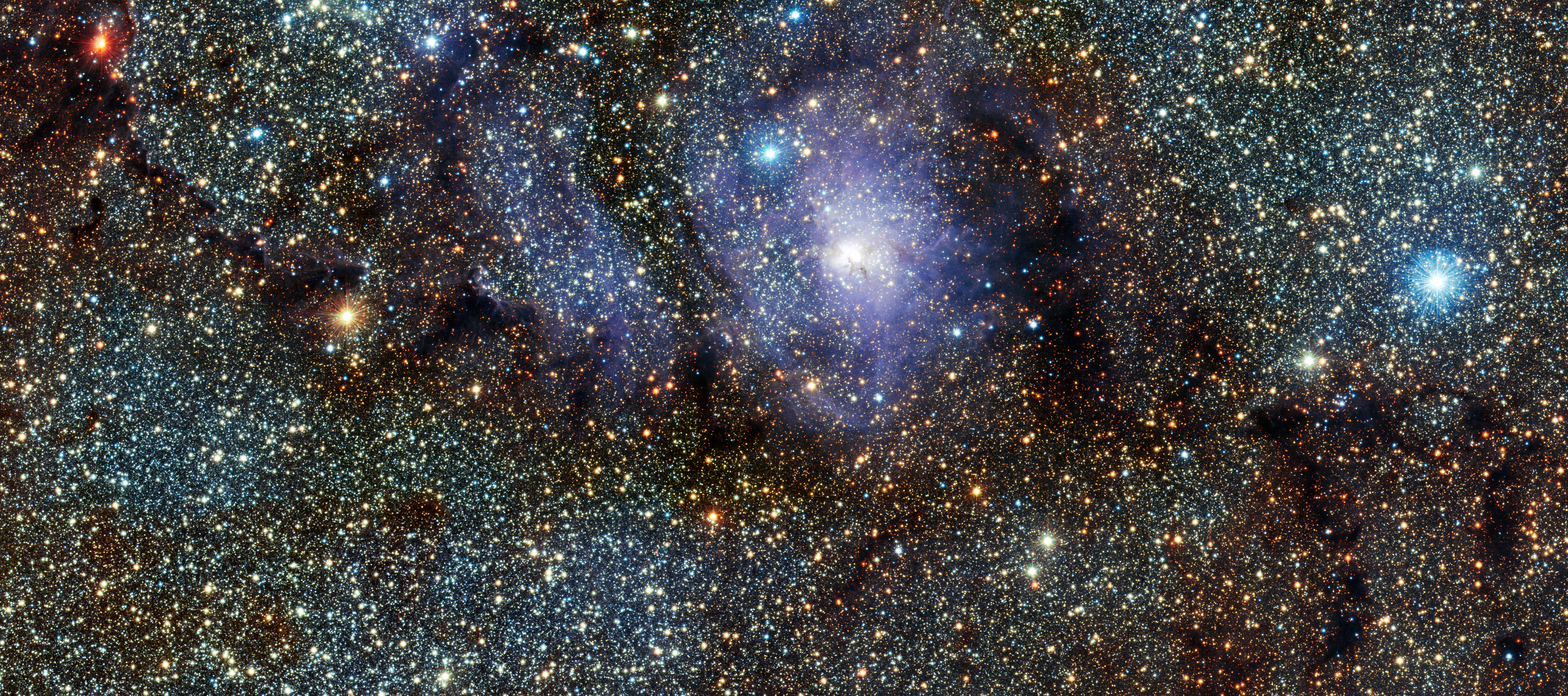
La Nebulosa de la Laguna Azul tomada por VISTA en el espectro infrarrojo.

El proyecto fue iniciado en 1999 por el Consorcio VISTA formado por 18 universidades en el Reino Unido, que obtuvo financiación de un fondo de infraestructura del gobierno del Reino Unido y de fondos del Consejo de Investigaciones de Física de Partículas y Astronomía británico. El proyecto está valorado en € 46 Millones .
Después de considerar varios sitios en Chile, el consorcio eligió el Observatorio Paranal del Observatorio Europeo del Sur (ESO), es decir, un pico secundario a 1.500 m del Very Large Telescope (VLT). El consorcio eligió al UK Astronomy Technology Centre como responsable técnico para el diseño y construcción del telescopio. En el año 2002 el Reino Unido se unió al ESO, y VISTA se convirtió en el componente en especies de la cuota de inscripción del Reino Unido. El consorcio completó la construcción y puesta en marcha del telescopio, y el Science and Technology Facilities Council, en nombre del Reino Unido, entregó el telescopio a ESO, para beneficio de los astrónomos de todos sus países miembros.

## Investigaciones de VISTA
Los objetivos científicos de las investigaciones que realiza VISTA, que comenzaron en 2010, incluyen muchos de los temas más interesantes  en la astrofísica contemporánea, que abarcan desde la naturaleza de la energía oscura hasta la amenaza de los asteroides cercanos a la Tierra.
Hay seis grandes relevamientos que VISTA realiza en la actualidad: UltraVISTA, VIKING: VISTA Kilo-Degree Infrared Galaxy Survey, VMC: VISTA Magellanic Survey, VVV: VISTA Variables en la Vía Láctea, VHS: VISTA Hemisphere Survey y VIDEO: VISTA Deep Extragalactic Observations Survey. Estos ocupan la mayor parte del tiempo de observación del telescopio en los primeros cinco años de operaciones. Los relevamientos cubren diferentes áreas del cielo a diferentes profundidades para atacar una amplia gama de cuestiones científicas. Más información acerca de cada una de los relevamientos de VISTA se puede consultar en la página web ESO — Relevamientos VISTA  y en la página web VISTA ESO — Proyecto de Relevamientos Públicos.

## Ciencia con VISTA
VISTA es un telescopio grande con un gran campo de visión mediante el cual se puede detectar tanto fuentes débiles cómo también cubrir amplias áreas de cielo rápidamente. Cada imagen de VISTA captura una sección del cielo que cubre cerca de diez veces el área de la Luna llena, y es capaz de detectar y catalogar objetos por todo el cielo austral, con una sensibilidad cuarenta veces mayor que la lograda con estudios del cielo infrarrojo anteriores tales como el exitoso Two Micron All-Sky Survey. Este salto en el poder de observación - comparable al salto experimentado al pasar de la sensibilidad del ojo humano al primer telescopio de Galileo - revela un vasto número de nuevos objetos y permite la creación de inventarios mucho más completos de objetos raros y exóticos en el cielo del sur.
Las observaciones realizadas por VISTA ayudan a la investigación en muchas áreas de la astronomía. Dentro de nuestra galaxia, se espera encontrar con VISTA muchas nuevas estrellas enanas marrones y poner a prueba las ideas acerca de la naturaleza de la materia oscura. Un relevamiento de VISTA está diseñado para encontrar y estudiar un gran número de estrellas variables en nuestra galaxia, tomando imágenes de las mismas áreas del cielo en diferentes momentos. El uso de los datos astronómicos VISTA permitirá mapear la estructura de nuestra galaxia con mucho más detalle que antes. Otro relevamiento de VISTA estudiará nuestras galaxias vecinas pequeñas, las Nubes de Magallanes, y sus alrededores. Los datos de VISTA también se utilizarán para crear un mapa en 3D de alrededor de 5% de todo el Universo observable. Más adelante, VISTA será una poderosa herramienta para el descubrimiento de cuásares distantes y estudiar la evolución de las galaxias y cúmulos de galaxias. Esto ayudará a investigar la naturaleza de la energía oscura mediante la búsqueda de los cúmulos de galaxias muy distantes. Las mediciones con infrarrojo del relevamiento astronómico VVV se han empleado para reforzar la escalera de distancias cósmicas, al haber proporcionando distancias fiables para los cúmulos estelares y la estrella variable Beta Cephei.

## Selección de imágenes captadas por VISTA

Una de las primeras imágenes tomada por el telescopio VISTA representa la Nebulosa de la Llama y la vecina Nebulosa Cabeza de Caballo.

La primera imagen publicada obtenida con VISTA muestra a la Nebulosa de la Flama (NGC 2024), una espectacular nube de formación estelar de gas y polvo en la constelación de Orión (el Cazador) y sus alrededores. En luz visible el núcleo del objeto se esconde detrás de espesas nubes de polvo, pero la imagen de VISTA, tomada en longitudes de onda infrarrojas, penetra la oscuridad y revela el cúmulo de estrellas jóvenes y calientes escondidas en el interior. El amplio campo de visión de la cámara de VISTA captura también el brillo de NGC 2023 y la forma fantasmal de la famosa Nebulosa Cabeza de Caballo.
Otras imágenes impresionantes de nebulosas incluyen las tomas de VISTA de la nebulosa de Orión y la nebulosa de la Laguna. La imagen adjunta es una vista de campo amplio de la nebulosa de Orión (Messier 42), situada a 1.350 años luz de la Tierra, tomada por VISTA. El gran campo de visión del telescopio permite captar a toda la nebulosa y sus alrededores en una sola imagen y su visión infrarroja permite observar en las profundidades de las regiones polvorientas, normalmente ocultas, y descubrir las estrellas jóvenes muy activas escondidas allí. Una imagen de la "Laguna Azul" adjunta es una imagen infrarroja tomada como parte del relevamiento VVV. La misma muestra la guardería estelar llamada Nebulosa de la Laguna (también conocida como Messier 8), que se encuentra a unos 4000 a 5000 años luz de distancia en la constelación de Sagitario (el Arquero).

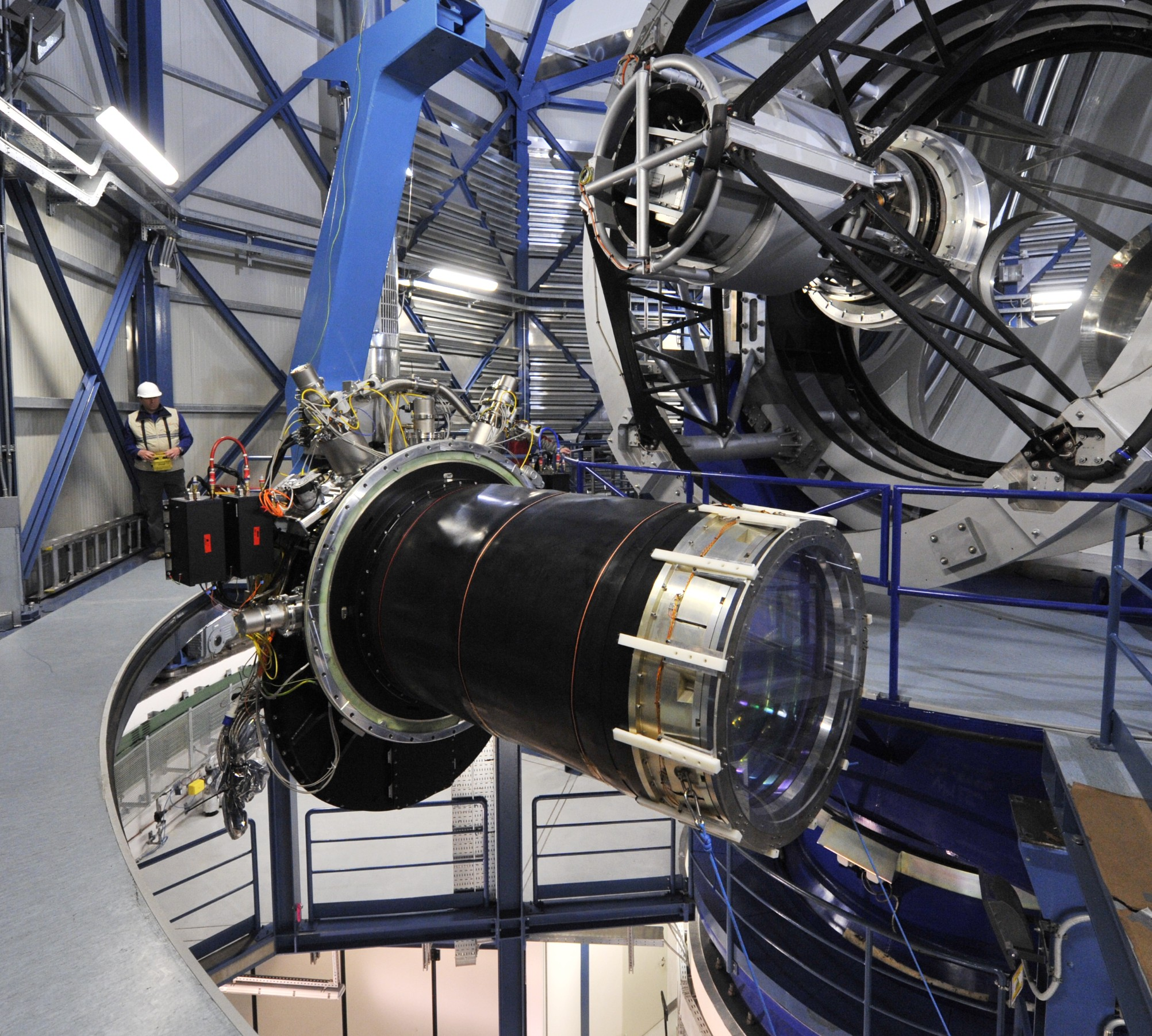
La cámara infrarroja de tres toneladas en la parte frontal del telescopio.

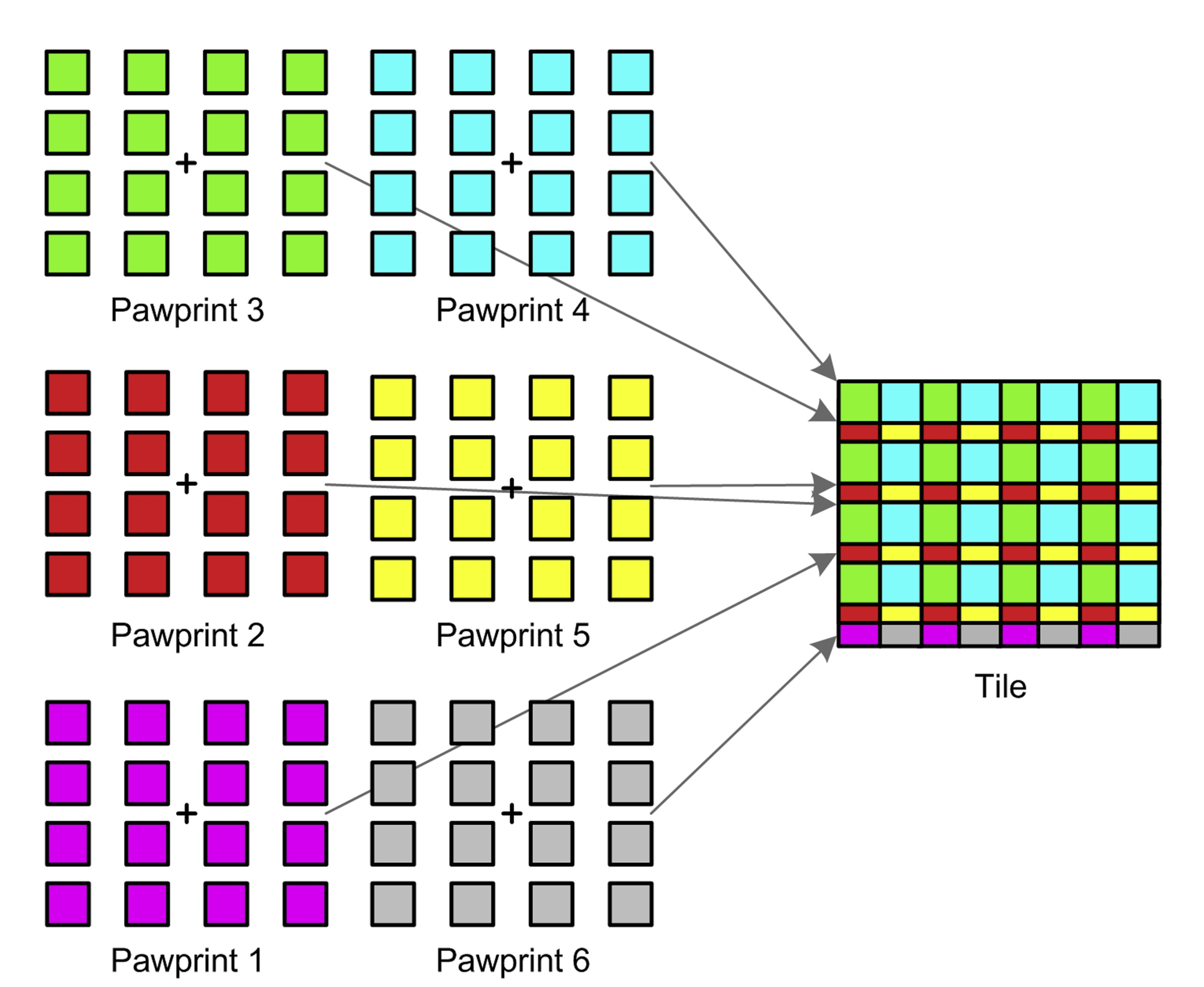
Imagen que muestra cómo se combinan seis exposiciones segmentadas diferentes para obtener un "mosaico".

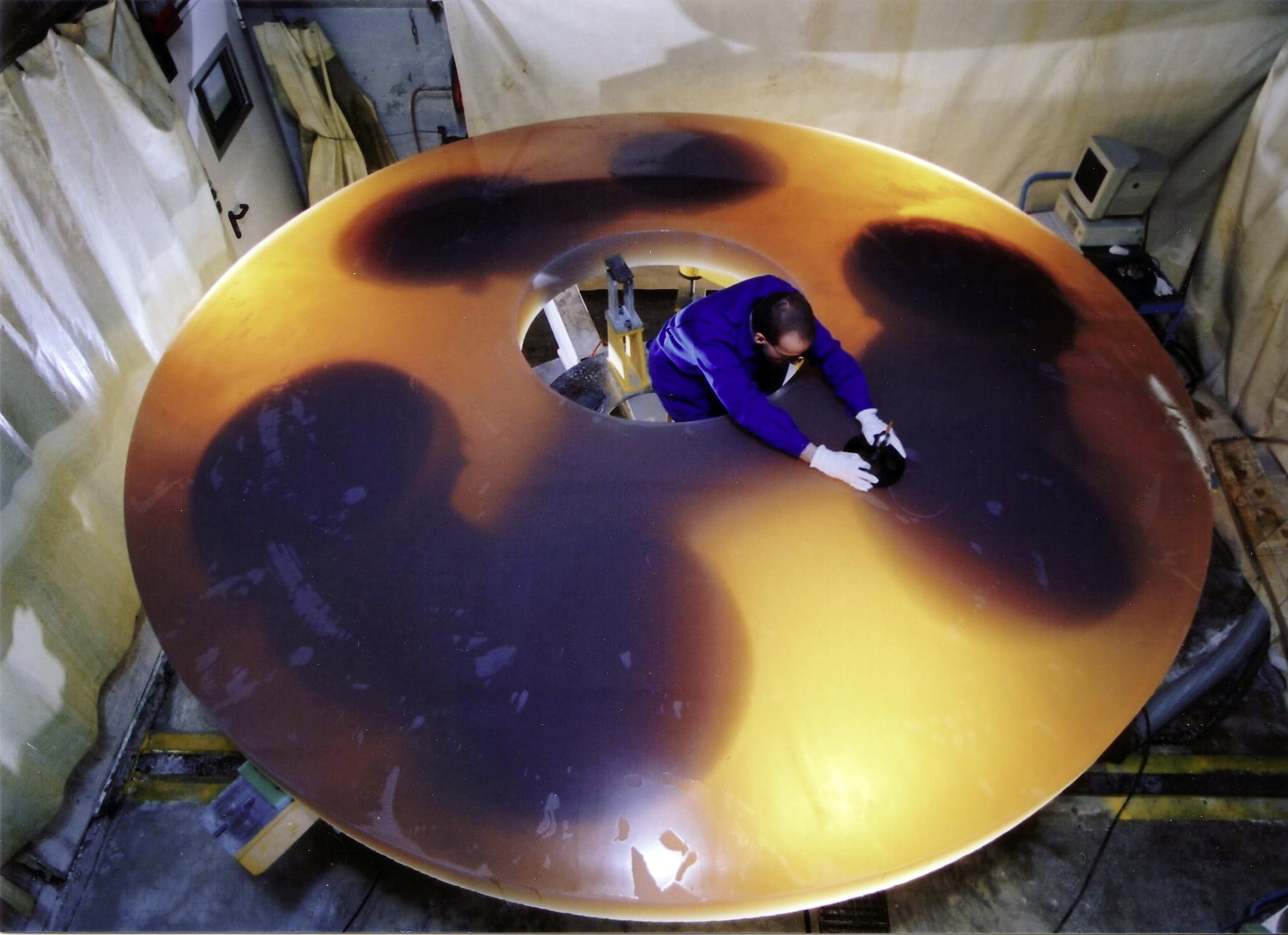
El espejo principal de 4,1 m en fase de pruebas ópticas.

VISTA también puede mirar más allá de nuestra galaxia. En el ejemplo de la derecha (debajo de la imagen de la nebulosa de Orión) el telescopio tomó una fotografía de la familia de un cúmulo de galaxias en la constelación de Fornax (el Horno Químico). El amplio campo de visión permite que muchas galaxias sean capturadas en una sola imagen, incluyendo la sorprendente-espiral barrada NGC 1365 y la gran galaxia elíptica NGC 1399. La imagen fue construida a partir de imágenes tomadas a través de filtros Z, J y Ks en la parte del infrarrojo cercano del espectro y ha capturado a muchos de los miembros de la agrupación en una sola imagen. En la parte inferior derecha se observa la elegante galaxia espiral barrada NGC 1365 y a la izquierda la gran elíptica NGC 1399, rodeada de un enjambre de cúmulos globulares débiles. La imagen es de aproximadamente 1 grado por 1,5 grados en extensión y el tiempo de exposición total fue de 25 minutos.

## Detalles técnicos

### Diseño del telescopio

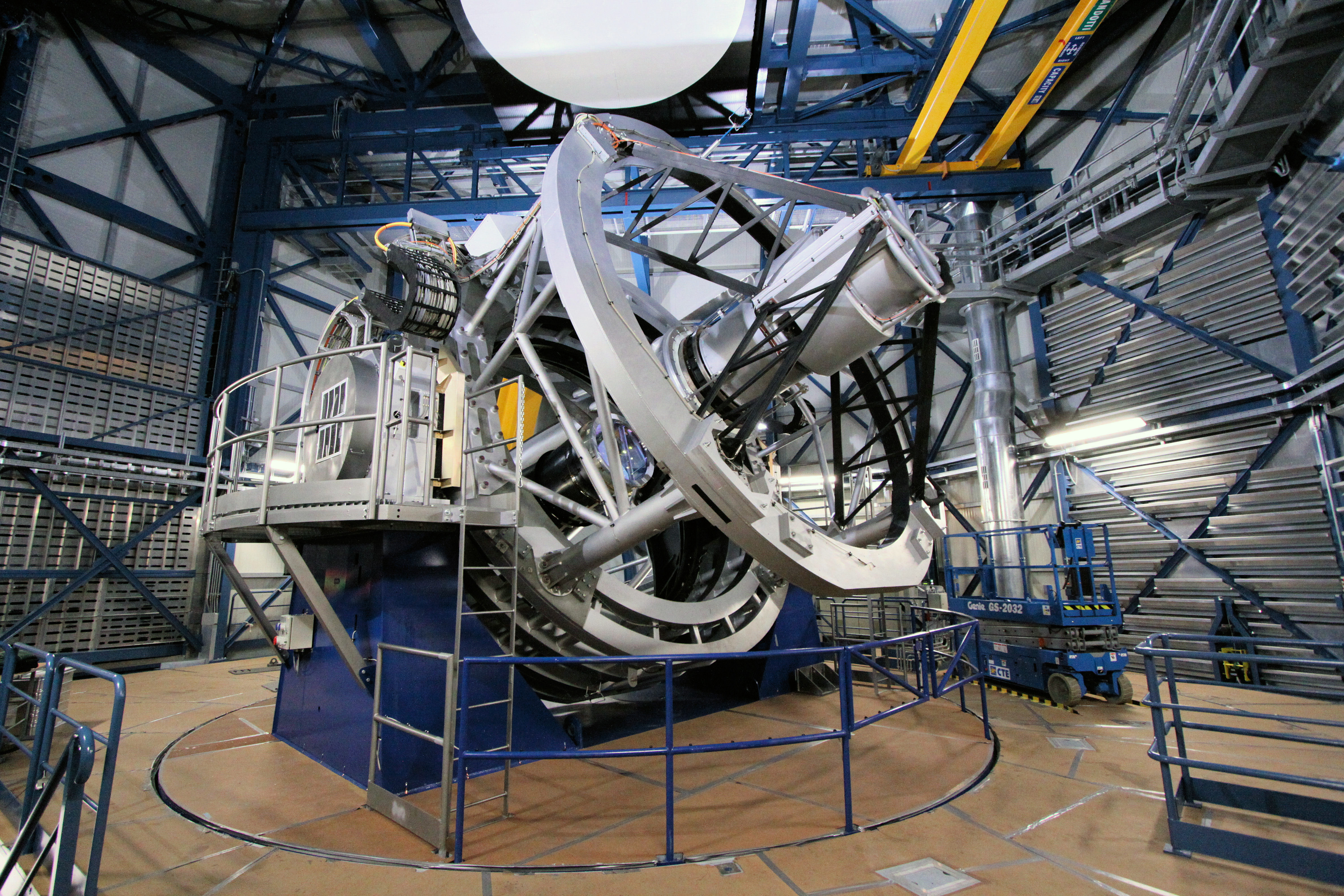
Interior de la sala que aloja el telescopio (Crédito: ESO).

El objetivo de permanentemente tomar imágenes de grandes áreas de cielo con una resolución  visibilidad astronómica-limitada condujo a un diseño óptico único. El espejo primario es un  hiperboloide cóncavo de 4,1 m de diámetro y una relación focal f/1. El espejo tiene una forma de menisco de 17 cm de espesor con un agujero central de 1,2 m para ubicar la cámara hacia el foco del  Cassegrain. Fue fabricado de Zerodur por Schott en Alemania y posteriormente pulido y conformado por LZOS, Moscú. Es el mayor espejo de esta forma y con tan corta relación focal; la operación de pulido demandó 2 años. El espejo se apoya en una serie de actuadores (81 en su parte posterior y 24 alrededor del borde), que permite controlar su forma mediante computadoras. El espejo secundario es un hiperboloide convexo  de 1,24 m de diámetro. La combinación de los dos espejos hiperbólicos hace de este un diseño casi Ritchey-Chrétien. La relación focal combinada es de aproximadamente f/3, pero la calidad de imagen de los dos espejos solos sería pobre. El espejo secundario está montado sobre un soporte hexápodo de manera que su posición, punta, e inclinación son también controlados por ordenador.
La cámara infrarroja fue construida por un consorcio integrado por el Rutherford Appleton Laboratory, el UK Astronomy Technology Centre y la Universidad de Durham, y es la mayor del mundo con casi tres toneladas. El telescopio y la cámara conforman un solo conjunto óptico, ya que los tres lentes de corrección del campo en la cámara son esenciales para la proyección de una imagen enfocada del cielo en los detectores.
Para una cámara infrarroja, también es muy importante bloquear la radiación de calor desde el telescopio y la cúpula. Esto se consigue colocando un conjunto de deflectores refrigerados en frente de las lentes correctoras del campo. Además, el espejo secundario está subdimensionado para evitar que los detectores de la periferia visualizacen la estructura caliente fuera del borde del espejo primario; por ello la apertura vista por cualquier punto en el plano de la imagen es de solo 3,7 m. Este diseño requiere que el crióstato de vacío de la cámara – que enfría los detectores y los deflectores – mida más de 2 m de largo, con una ventana frontal de 95 cm de diámetro. Una rueda de filtros justo en frente de los detectores permite la selección de un rango de longitud de onda infrarroja en particular.
Sobre una superficie que corresponde a 1,65 ° de diámetro en el cielo, el plano de la imagen tiene 16 matrices de detectores infrarrojos, cada matriz mide 20 μm y posee una resolución de 2048x2048 píxeles, lo que corresponde en promedio a 0,34" en el cielo, La longitud focal de 12.1 m se combina con la abertura de 3.7 m en una relación focal de 3.26. Los conjuntos se encuentran separados una distancia equivalente al 90% de su ancho en una dirección y por poco menos de 50% de su ancho en la otra dirección. Por lo tanto una toma corresponde a una impresión segmentada del cielo. Para llenar los huecos y obtener una imagen convencional, es necesario combinar seis impresiones segmentadas para formar un "mosaico", que mide 1,5° x 1,0°. El plano de la imagen de la cámara también tiene detectores de frente de onda utilizados para controlar la forma del espejo primario, la posición y la punta/inclinación del espejo secundario (en un sistema de óptica activa). Ello permite compensar flexión y asegura una imagen enfocada en todos las altitudes.
La cima de la colina donde se encuentra VISTA fue aplanada para erigir el edificio principal que aloja el telescopio y un edificio auxiliar. El edificio auxiliar incluye instalaciones para lavar, remover el revestimiento reflectante, y revestir el espejo primario. El revestimiento puede ser de aluminio, o normalmente en plata protegida para un mejor rendimiento de infrarrojos. La base fija del recinto del telescopio soporta la cúpula giratoria de acero. Dos puertas corredizas forman la apertura en la cúpula. La cúpula posee paneles adicionales que se pueden abrir para aumentar la ventilación, y un escudo de viento se pueden implementar para cerrar partes de la ranura. Durante el día, la cúpula se mantiene a temperatura nocturna.

### Operación y flujo de datos

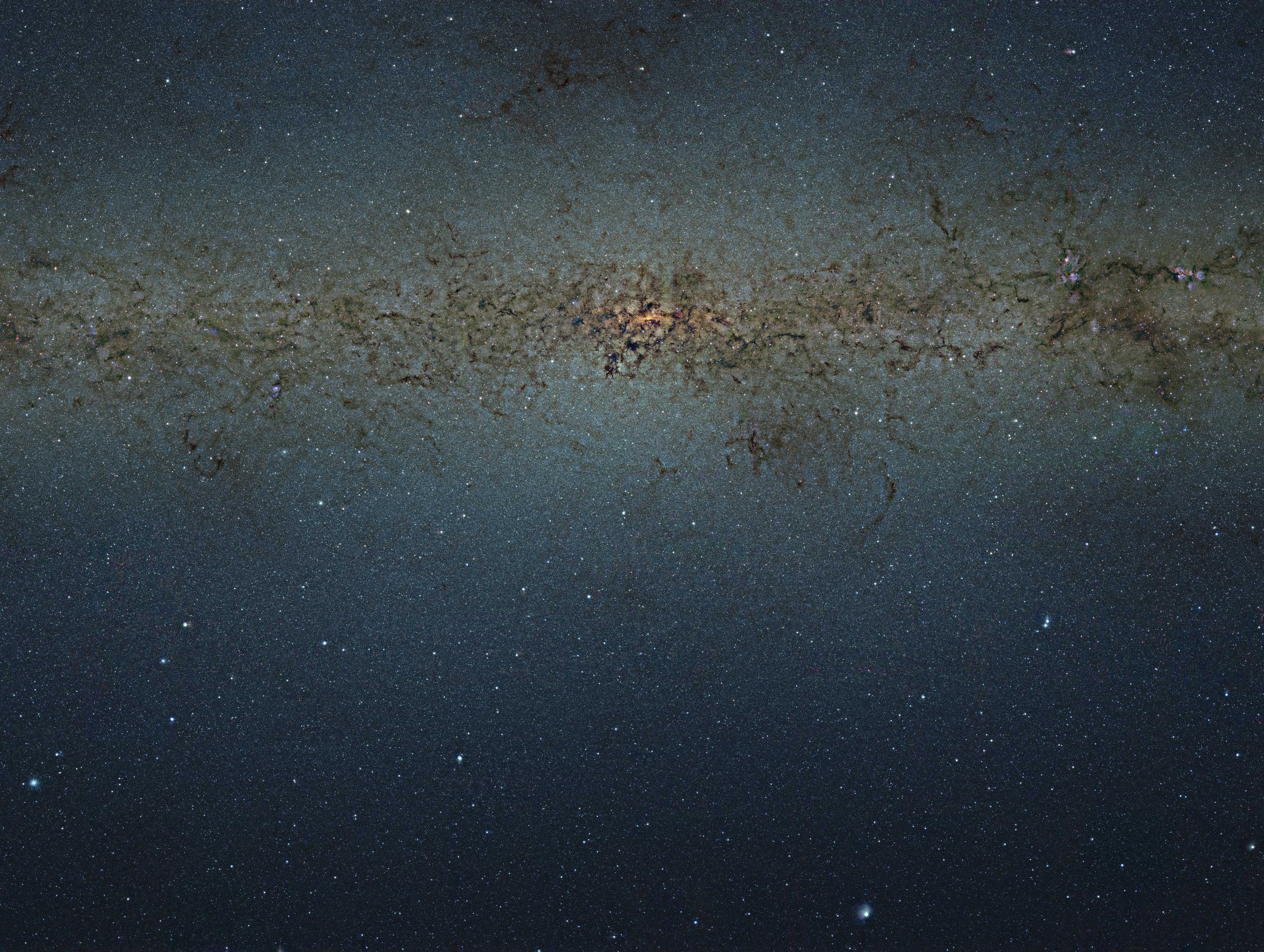
Mosaico giga pixel tomado por VISTA de las partes centrales de la Vía Láctea.

La gestión de la operación del telescopio la realiza ESO, que ha seleccionado seis planes de rastreos para VISTA, los cuales ocupan el 75% del tiempo de observación disponible. Se proponen relevamientos contratados dominicales para ocupar el tiempo restante para la ESO, que programará las propuestas de observación aprobadas. Las observaciones son llevadas a cabo por los operadores en el Observatorio Paranal, de forma remota desde el edificio de control del VLT.
La combinación de la gran matriz de detectores, sumada a las cortas y frecuentes exposiciones necesarias en longitudes de onda infrarrojas resultan en un gran volumen de datos de 200 a 300 Gigabytes por noche. En el Observatorio Paranal se utiliza un algoritmo rápido para el control de calidad de la información recolectada diariamente, y luego los datos en bruto son enviados a la sede de ESO en Garching, cerca de Múnich, Alemania, para su incorporación en el archivo de datos. Los usuarios pueden extraer las imágenes segmentadas (ver arriba) y pasarlas por un sistema de calibración para eliminar artefactos instrumentales y calibrar la astrometría y fotometría. Los datos de archivo también se copian en el sistema de flujo de datos VISTA en el Reino Unido, donde las tomas se combinan en mosaicos y donde se elaboran catálogos de la fuente de los mismos.